# Laurent Dufaux

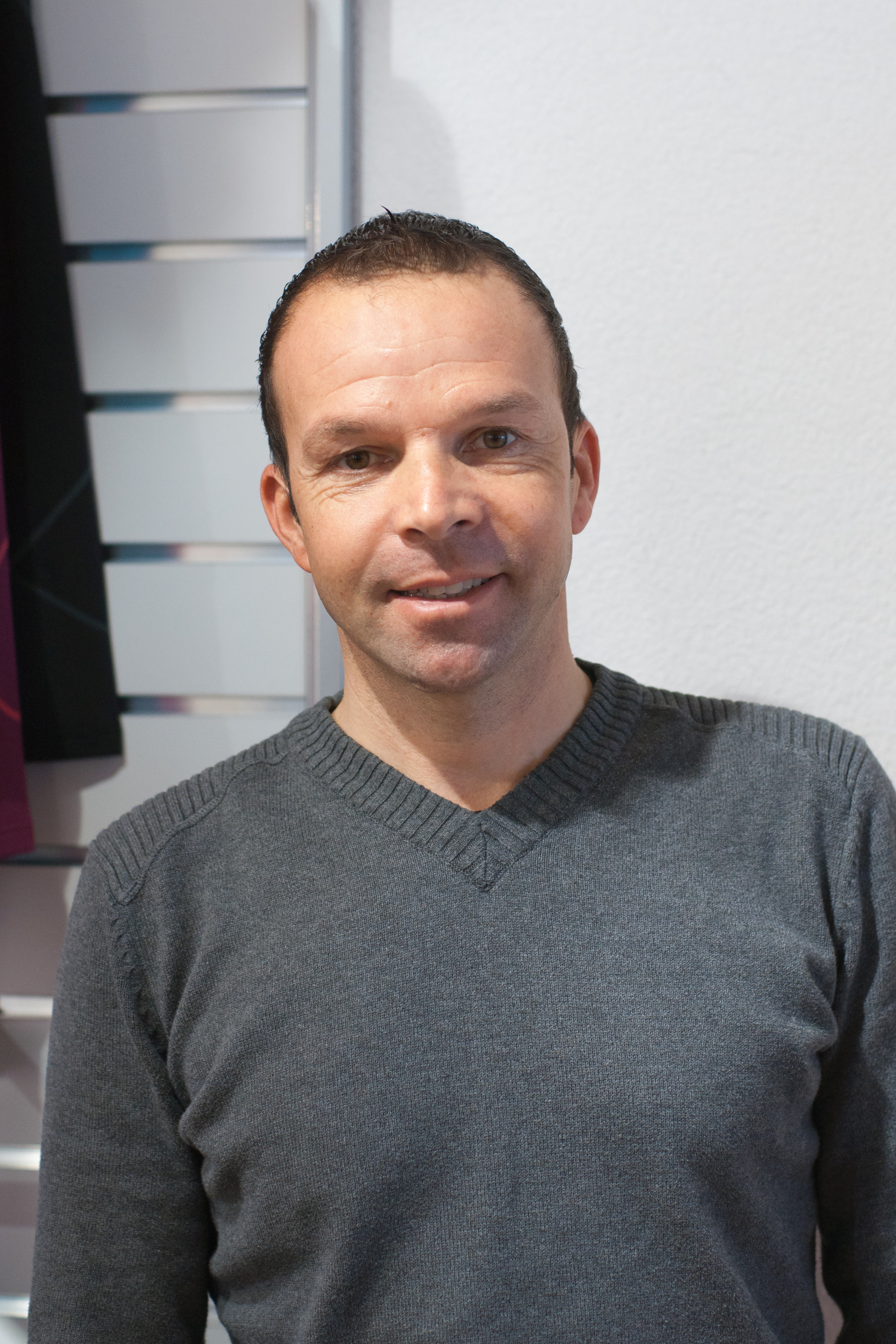
Laurent Dufaux (2014)

Laurent Dufaux (* 20. Mai 1969 in Montreux) ist ein ehemaliger Schweizer Radrennfahrer.

## Leben
Der gelernte Sanitär-Installateur galt als Bergspezialist und war vor allem auf sehr schwierigen Strecken erfolgreich. 1991 begann er seine Profikarriere bei der Schweizer Mannschaft Helvetia-La Suisse und wechselte 1993 nach Spanien zu Once. Von 1995 bis 1998 war er bei Festina unter Vertrag. Wegen seiner Verwicklungen in die Festina-Affäre während der Tour de France 1998 war er während sieben Monaten gesperrt. Danach fuhr er für zwei italienische Mannschaften, von 1999 bis 2001 für Saeco, anschliessend für Alessio (2002). 2000 startete er bei den Olympischen Sommerspielen in Sydney im Strassenrennen und wurde als 63. klassiert. Als Mitglied des Teams QuickStep-Davitamon beendete er 2004 seine Karriere.
Er gewann unter anderem den Schweizer Strassenmeistertitel (1991), den Dauphiné Libéré (1993 und 1994), die Tour de Romandie (1998) und die Meisterschaft von Zürich (2000). Bei der Tour de France wurde er zweimal Vierter der Gesamtwertung (1996, 1999) und zweimal Zweiter der Bergwertung (1996, 2003).